# Fortaleza Esporte Clube
Fortaleza Esporte Clube nogometni je klub iz brazilskog grada Ceará. Nadimak kluba je Tricolor.

## Trofeji
- Prvenstvo Cearense: 1920., 1921., 1923., 1924., 1926., 1927., 1928., 1933., 1934., 1937., 1938., 1946., 1947., 1949., 1953., 1954., 1959., 1960., 1964., 1965., 1967., 1969., 1973., 1974., 1982., 1983., 1985., 1987., 1991., 1992., 2000., 2001., 2003., 2004., 2005., 2007., 2008., 2009., 2010.

## Vanjske poveznice
- Službena web-stranica